# Клаймакс (Канзас)
Клаймакс (англ. Climax) — місто (англ. city) в США, в окрузі Грінвуд штату Канзас. Населення — 45 осіб (2020).

## Географія
Клаймакс розташований за координатами 37°43′9″ пн. ш. 96°13′27″ зх. д. / 37.71917° пн. ш. 96.22417° зх. д. (37.719187, -96.224040).  За даними Бюро перепису населення США в 2010 році місто мало площу 0,32 км², уся площа — суходіл.

## Демографія
Згідно з переписом 2010 року, у місті мешкали 72 особи в 28 домогосподарствах у складі 23 родин. Густота населення становила 226 осіб/км².  Було 39 помешкань (122/км²).
Расовий склад населення:
| - 98,6 % — білих |

До двох чи більше рас належало 1,4 %. Частка іспаномовних становила 0,0 % від усіх жителів.
За віковим діапазоном населення розподілялося таким чином: 25,0 % — особи молодші 18 років, 43,1 % — особи у віці 18—64 років, 31,9 % — особи у віці 65 років та старші. Медіана віку мешканця становила 48,5 року. На 100 осіб жіночої статі у місті припадало 89,5 чоловіків;  на 100 жінок у віці від 18 років та старших — 100,0 чоловіків також старших 18 років.
Середній дохід на одне домашнє господарство  становив 34 433 долари США (медіана — 30 000), а середній дохід на одну сім'ю — 36 629 доларів (медіана — 36 250). 
Цивільне працевлаштоване населення становило 16 осіб. Основні галузі зайнятості: освіта, охорона здоров'я та соціальна допомога — 37,5 %, сільське господарство, лісництво, риболовля — 37,5 %, транспорт — 12,5 %, інформація — 12,5 %.